# Circus (Lied)
Circus (engl. für: „Zirkus“) ist ein Lied der US-amerikanischen Pop-Sängerin Britney Spears aus ihrem sechsten Studioalbum Circus, das von Dr. Luke und Benny Blanco produziert wurde.

## Hintergrund
Am 31. Oktober 2008 wurde Circus als zweite Singleauskopplung aus dem gleichnamigen Album auf Spears’ offizieller Webpräsenz angekündigt. Geschrieben und produziert wurde das Lied von Dr. Luke und Benny Blanco. Er ist dabei im R&B- und Elektropop-Bereich einzuordnen. Des Weiteren bekam der Song im Vorfeld positive Kritiken.
Nachdem der Vorgänger Womanizer Platz 1 der US-Billboard Hot 100 erreicht hatte, konnte die Single Circus als erste Single von Spears durch 212.000 digital-verkauften Exemplaren auf Platz 3 und somit in den Top-5 der US-Billboard 100 debütieren. Mittlerweile konnten über 2,5 Millionen Exemplare der Single in den USA abgesetzt werden, was 2-mal Platin und 1-mal Gold, bzw. 2,5-mal Platin bedeutete. Circus konnte somit nahtlos an der Erfolg der Vorgängersingle anknüpfen und ist sogar Spears’ zweiterfolgreichste Single in den USA überhaupt, direkt nach Womanizer.
Zudem konnte sich die Single auf Platz 2 der kanadischen sowie auf Platz 6 der australischen Single-Charts platzieren. In Schweden stieg die Single bis auf Platz 8. In Deutschland verfehlte der Song mit Platz 11 knapp die Top Ten, in Österreich (Platz 15) und der Schweiz (Platz 19) erreichte Circus je die Top-20 und konnte daher im deutschsprachigen Raum nicht an den Erfolg von Womanizer anknüpfen.
Platz 1 der Single-Charts konnte Circus unter anderem in der Türkei, Israel, Singapur und Brasilien erreichen.
Circus wurde für die 4. Staffel von Germany’s Next Topmodel vom 12. Februar bis 21. Mai 2009 als Titelsong verwendet.

## Musikvideo
Im Musikvideo wurde, passend zum Titel, das Zirkus-Thema hervorgehoben. Spears Manager Larry Rudolph bestätigte, dass Francis Lawrence Regie führte, der sich bereits für den Clip von I’m a Slave 4 U (2001) verpflichtete, aber auch für den Kino-Hit I Am Legend mit Will Smith verantwortlich ist.
Im Video zeigt sich Spears unter anderem mit Elefanten und Löwen; zudem arbeitete Lawrence viel mit Scheinwerfern, die Spears, die Tänzer und Statisten des Clips beleuchten. Das Video wurde vom 28. Oktober bis zum 2. November 2008 gedreht.

## Kritiken
Die Single bekam von Billboard durchweg positive Kritik. So heißt es: „Mit Circus begab sich Spears in die Hände des begnadeten Dr. Luke (Pink, Katy Perry), der sie in eine elektronische Cyber-Pop-Landschaft einbettet, während Spears Zeilen wie „There’s only two types of guys out there/Ones that can hang with me and ones that are scared“ ausspuckt. Man muss es einfach lieben. Während ihr Leben oftmals einem Zirkus ähnelt, zu dem die Öffentlichkeit stets Zugang hat, scheint es, als sei Spears jetzt der Rädelsführer und nicht mehr nur die Hauptattraktion.“

## Live-Auftritte

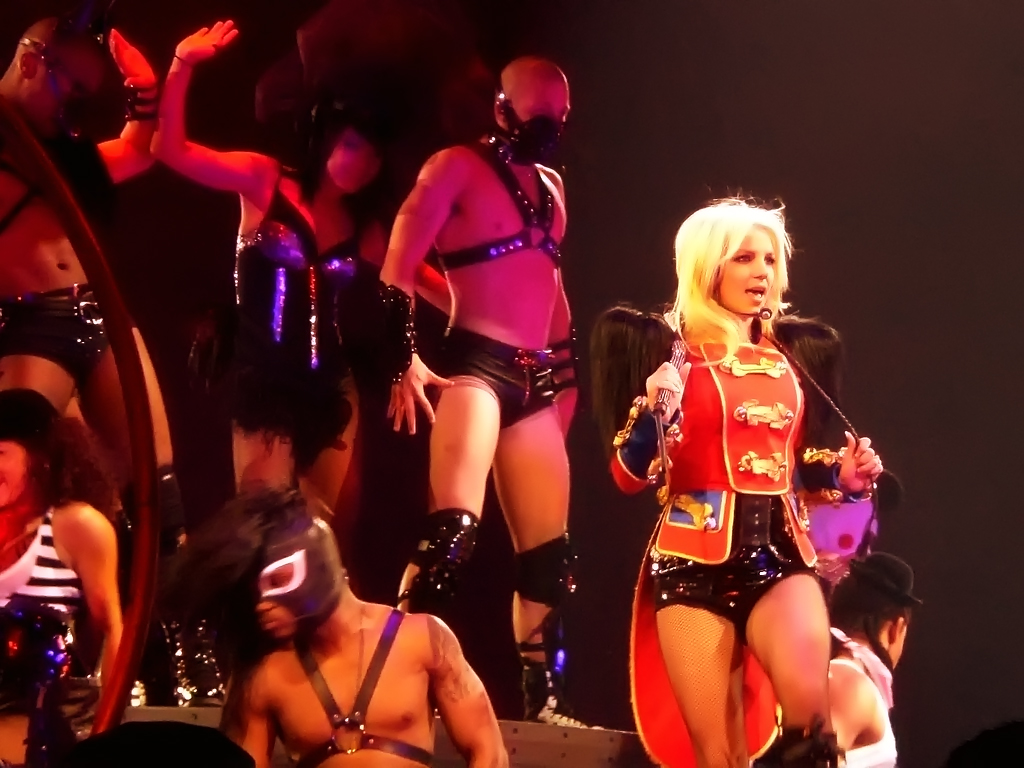
Britney Spears singt Circus auf ihrer Circus-Tour

Britney Spears sang Circus am 2. Dezember 2008 in der amerikanischen Talkshow Good Morning America zusammen mit Womanizer. Sie trug einen punkigen Shirt, Lederjeans, eine kleine Stoffweste und einen Zylinder. Circus war zudem ein fester Bestandteil Britneys „The Circus Starring: Britney Spears“-Tour (2009). Bei jedem Konzert sang Britney Circus immer als erstes Lied. Die Kostüme waren sehr unterschiedlich und ausgefallen und variierten von Konzert zu Konzert. Der Eröffnungsauftritt von Circus begann immer mit einer Videobotschaft, in der Perez Hilton als Queen Elizabeth I die Zuschauer begrüßt und sie im Zirkus willkommen heißt. In der Mitte der Videobotschaft umgibt den Bildschirm ein Zylinder, welcher immer größer wird, dann erscheint Britney Spears im Video und erschießt Hilton mit einer Armbrust. Als das Video endete, kam Spears mit einer Plattform von der Decke auf die Bühne, sie trug eine Leopardenperücke mit Kopfschmuck und den Zylinder, rote Zirkuskleidung, kleine schwarze Leder-Pants, High-Heels und eine Peitsche als Zirkusdirektorin. Spears sang Circus jedes Mal als Zirkusdirektorin. Während Spears Circus sang, stellten Akrobaten auf der Bühne eine Zirkusshow nach. Am Ende des Auftrittes zog Spears immer ihre Zirkuskleidung aus und präsentierte sich als Sklavin. Dann lief Spears durch die Bühne, wo Rauch aufstieg, zu einem goldenen Käfig und sang dort Piece of Me. Es ist ebenfalls Bestandteil ihrer aktuellen Las Vegas Show Britney: Piece of Me.

## Musikpreise
| Jahr | Show                         | Auszeichnung                             |
| ---- | ---------------------------- | ---------------------------------------- |
| 2008 | Virgin Media Music Awards    | Best Album 2008 Circus 2. Platz          |
| 2008 | R&B Junk Awards              | Best Pop Mainstream Album: Circus        |
| 2008 | R&B Junk Awards              | Video of the Year: Circus                |
| 2009 | MTV Australia Awards         | Best Moves: Circus                       |
| 2009 | MTV Video Music Awards 2009  | Best Direction in a Video nominiert      |
| 2009 | MTV Video Music Awards 2009  | Best Choreography in a Video nominiert   |
| 2009 | MTV Video Music Awards 2009  | Best Art Direction in a Video nominiert  |
| 2009 | MTV Video Music Awards 2009  | Best Editing in a Video nominiert        |
| 2009 | MTV Video Music Awards 2009  | Best Cinematography in a Video nominiert |
| 2009 | MTV Europe Music Awards 2009 | Bestes Video nominiert                   |
| 2009 | Fuse Awards                  | Best Video of 2009: Circus               |

## Kommerzieller Erfolg

### Chartplatzierungen
| ChartsChartplatzierungen       | Höchstplatzierung | Wochen |
| ------------------------------ | ----------------- | ------ |
| Deutschland (GfK)              | 11 (11 Wo.)       | 11     |
| Österreich (Ö3)                | 14 (13 Wo.)       | 13     |
| Schweiz (IFPI)                 | 19 (18 Wo.)       | 18     |
| Vereinigte Staaten (Billboard) | 3 (22 Wo.)        | 22     |
| Vereinigtes Königreich (OCC)   | 13 (22 Wo.)       | 22     |

| ChartsJahrescharts (2009)      | Platzierung |
| ------------------------------ | ----------- |
| Vereinigte Staaten (Billboard) | 27          |

### Auszeichnungen für Musikverkäufe
| Land/Region                  | Auszeichnungen für Musikverkäufe (Land/Region, Auszeichnung, Verkäufe) | Verkäufe  |
| ---------------------------- | ---------------------------------------------------------------------- | --------- |
| Australien (ARIA)            | Platin                                                                 | 70.000    |
| Dänemark (IFPI)              | Gold                                                                   | 7.500     |
| Deutschland (BVMI)           | Gold                                                                   | 150.000   |
| Neuseeland (RMNZ)            | Gold                                                                   | 7.500     |
| Vereinigte Staaten (RIAA)    | 5× Platin                                                              | 5.000.000 |
| Vereinigtes Königreich (BPI) | Platin                                                                 | 600.000   |
| Insgesamt                    | 3× Gold · 7× Platin ·                                                  | 5.835.000 |

Hauptartikel: Britney Spears/Auszeichnungen für Musikverkäufe